# Mitchell Donald
Mitchell Donald (Amsterdam, 10 dicembre 1988) è un ex calciatore olandese naturalizzato surinamese, di ruolo centrocampista.

## Carriera

### Club

#### Ajax
Donald entra nel settore giovanile dell'Ajax dopo aver giocato per le squadre dilettantistiche del FC Bijlmer e dell'AVV Zeeburgia. Si unisce per la prima volta alla prima squadra dell'Ajax, allenata da Henk ten Cate  nel febbraio 2007. Il 14 febbraio 2007 fa il suo debutto con la prima squadra nella partita di Coppa UEFA contro il Werder Brema. Nell'agosto 2007 scende in campo nella Johan Cruijff Schaal contro il PSV vinta 1-0. Fa il suo debutto in Eredivisie il 23 settembre 2007 sostituendo Klaas-Jan Huntelaar in una partita contro l'AZ Alkmaar. Nel resto della stagione fa ancora due apparizioni partendo dalla panchina: il 25 novembre 2007 contro il Vitesse Arnhem e il 13 gennaio 2008 contro l'AZ.
All'inizio della stagione 2008-09 Donald non gioca neanche una partita sotto la guida di Marco van Basten, dopo essersi infortunato al Torneo di Amsterdam in uno scontro con Adriano dell'Inter, ma in seguito alla nomina del nuovo allenatore Martin Jol rientra in squadra. Il 27 luglio 2009 a quasi un anno dal suo infortunio gioca il torneo di Amsterdam contro il Benfica. Dopo questa partita Jol dichiara: "Il gioco di Donald è stato sorprendente e molto buono per un giocatore giovane, inoltre da fiducia e questo è importante." Il 20 agosto entra in campo dalla panchina nella partita di Europe League contro lo Slovan Bratislava, prendendo parte anche alla gara di ritorno la settimana dopo. Il 20 settembre gioca la sua prima partita di Eredivisie da venti mesi, entrando dalla panchina nella partita contro il VVV-Venlo. L'11 dicembre 2009 (un giorno dopo il suo ventunesimo compleanno) sigla il suo primo gol in Eredivisie nella vittoria per 3-0 contro il NEC Nijmegen.
Il 15 maggio 2011 vince l'Eredivisie nello scontro diretto vinto per 3-1 contro il Twente. A partire dal 1º luglio 2011, come già stabilito a febbraio giocherà per il Roda.

#### Willem II
Il 29 gennaio 2010 passa al Willem II in prestito fino al giugno 2011, raggiungendo il suo compagno all'Ajax Jan-Arie van der Heijden. Il 5 febbraio fa il suo debutto con la nuova maglia nella partita persa 2-1 contro il NAC Breda.

#### Roda JC
Il 1º luglio 2011 si trasferisce a titolo definitivo al Roda JC. Debutta in campionato alla seconda giornata nella sconfitta per 3-0 contro il Feyenoord subentrando a Laurent Delorge al minuto 70. Segna il suo primo gol il 10 settembre nel 2-1 contro Twente al minuto 47. Si ripete il 16 ottobre nel 4-1 contro l'ADO Den Haag.

### Nazionale
Nel 2021 ha esordito nella nazionale surinamese.

## Palmarès

### Club

#### Competizioni nazionali
- Supercoppa dei Paesi Bassi: 1

Ajax: 2007
- Coppa dei Paesi Bassi: 1

Ajax: 2009-2010
- Campionato olandese: 1

Ajax: 2010-2011
- Campionato serbo: 2

Stella Rossa: 2015-2016, 2017-2018